# Cliffortia intermedia
Cliffortia intermedia är en rosväxtart som beskrevs av Christian Friedrich Frederik Ecklon och Zeyh.. Cliffortia intermedia ingår i släktet Cliffortia och familjen rosväxter. Inga underarter finns listade i Catalogue of Life.